# Engenharia de sistemas

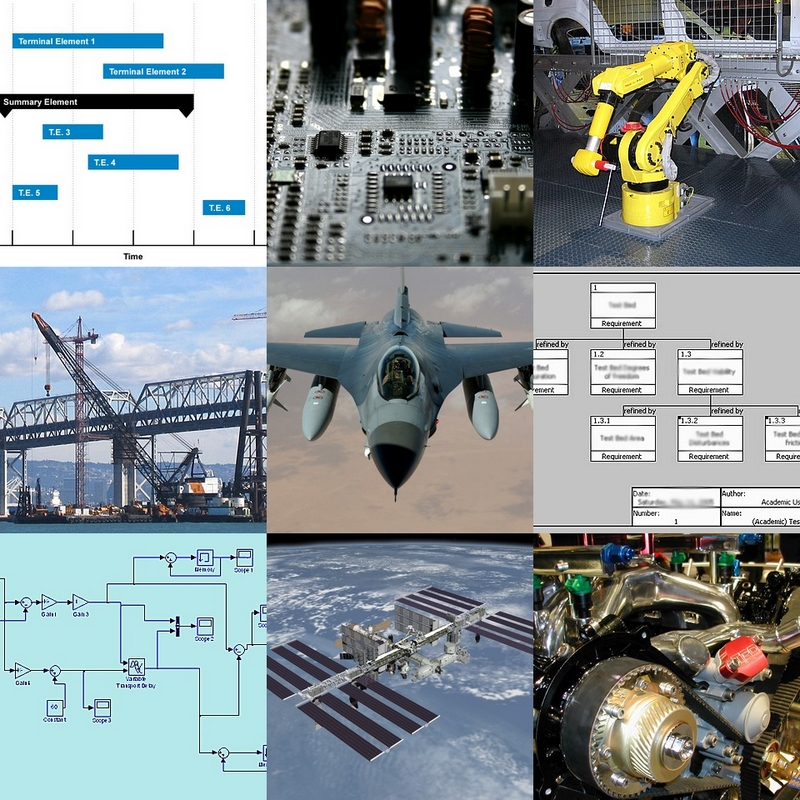
Técnicas de engenharia de sistemas são utilizados em projetos complexos: de espaçonaves ao projeto de chips, da robótica a criação de softwares para construir pontes. Engenharia de sistema utiliza um conjunto de ferramentas que incluem modelagem e simulação.

Engenharia de sistemas é um campo interdisciplinar da engenharia que se foca no desenvolvimento e organização de sistemas artificiais complexos. A engenharia de sistemas integra outros grupos de disciplinas.
Uma definição de Engenharia de Sistemas provém do INCOSE (International Council of Systems Engineering) e conceitua que "a Engenharia de Sistemas é uma abordagem interdisciplinar que torna possível a concretização de 'Sistemas' de elevada complexidade. O seu foco encontra-se em definir, de maneira precoce no ciclo de desenvolvimento de um sistema, as necessidades do usuário, bem como as funcionalidades requeridas, realizando a documentação sistemática dos requisitos, e abordando a síntese de projeto e a etapa de validação de forma a considerar o problema completo".
Problemas relacionados com logística, coordenação de diferentes equipes e integração de componentes tornam-se mais complexos à medida que se lida com projetos de grande dimensão. A engenharia de sistemas introduz métodos e ferramentas que facilitam o trabalho nesse tipo de projetos e funde diversas disciplinas do foro técnico e não-técnico como: computação, logística e gestão de projetos, por exemplo.

## História
O termo engenharia de sistemas foi introduzido na década de 1940 nos Laboratórios Bell.
Surgiu da necessidade de identificar e manipular as propriedades de um sistema como um todo, o que em projectos complexos pode ser diferente de apenas somar as diversas propriedades de cada componente individual.
A partir do momento onde não foi possível confiar na evolução dos projectos para melhorar um sistema e as ferramentas disponíveis não eram mais suficientes para atender às crescentes demandas, novos métodos que abordavam directamente a complexidade começaram a ser desenvolvidos.
A evolução dos sistemas de engenharia, que ainda hoje continua, compreende o desenvolvimento e a identificação de novos métodos e técnicas de análise. Estes métodos ajudam a melhorar a compreensão do sistema em causa à medida que a sua complexidade aumenta. Ferramentas que ainda hoje são muito utilizadas foram desenvolvidas nessa altura, incluindo USL, UML, QFD, and IDEF0.
Em 1990, foi fundada nos Estados Unidos da América a National Council on Systems Engineering (NCOSE), uma sociedade profissional que reunia representantes de diversas empresas e organizações daquele país. A NCOSE foi criada para tratar da crescente necessidade de melhorias nos métodos da engenharia de sistemas e do seu ensino e difusão. Como resultado da crescente participação de engenheiros de sistemas fora dos EUA, o nome da organização foi mudado para International Council on Systems Engineering (INCOSE) in 1995.
O capítulo brasileiro, chamado INCOSE Brasil,  foi instituído em 2012 e já conta com aproximadamente 60 membros.
Instituições de ensino de diversos países oferecem programas de pós-graduação em engenharia de sistemas e programas de actualização e formação contínua estão também disponíveis.

## Generalidades
Pouco se tem publicado atualmente no Brasil sobre Engenharia de Sistemas exatamente pelo fato de que essa engenharia é nova. Há poucos sites relativos especificamente ao tema que esta formação aborda. Por esse motivo, visaremos abordar o tema aqui em termos gerais para posteriormente nos aprofundarmos nos temas específicos relativos às suas abordagens.
Traduzido e adaptado de Wikipedia - System's Engineering
- Conceituação: As técnicas de Engenharia de Sistemas são utilizadas em projetos complexos: design de aeronaves, design de chips de computadores, integração de softwares e construção de pontes. A Engenharia de sistemas utiliza uma gama de ferramentas que incluem modelagem e simulação, análise de requisitos e cronogramas para lidar com a complexidade.

- Histórico: O termo foi cunhado nos Laboratórios Bell em 1940. A necessidade de se identificar e manipular as propriedades de um sistema como um todo que, em projetos de engenharia complexos pode diferir enormemente da simples soma das propriedades das partes, motivou o Departamento de Defesa, a NASA e outras indústrias a aplicar a disciplina. Quando não se tornava mais possível contar com a evolução no design para aprimorar um sistema e quando as ferramentas existentes não mais se mostravam suficientes para atender às demandas, métodos começaram a se desenvolver para lidar com tal complexidade diretamente. A engenharia de sistemas, portanto, visa aprimorar os métodos para atingir os fins o que, em muitos casos, se mostra extremamente vantajoso. Pode ser vista como a Engenharia das Inovações e se desdobra em cadeias produtivas redirecionadas ou reavaliadas, como o site da UFMG cita: "...cada sistema pode ser analisado recursivamente como resultante da interligação de sub-sistemas, cada um destes também estruturado na forma de sub-sub-sistemas, e assim por diante." Em 1990, uma sociedade profissional para a engenharia de sistemas, o National Council on Systems Engineering (NCOSE), foi fundada por representantes de organizações e corporações dos EUA. O nome da organização foi alterado para International Council on Systems Engineering (INCOSE) em 1995.

- Visão Holística: A Engenharia de Sistemas foca-se na análise e resposta às necessidades dos consumidores além de sua funcionalidade precoce no ciclo de desenvolvimento, documentação de requisitos e processamento, partindo da síntese no design à validação de sistemas por meio da consideração completa de um problema - o ciclo de vida de um sistema. No modelo de Oliver, o objetivo do Processo de Gerenciamento é organizar o esforço técnico no ciclo de vida ao passo que o Processo Técnico inclui a avaliação da informação disponível (NOTE-SE: a técnica está na avaliação da informação - o foco do PROCESSO TÉCNICO não é a fabricação. Isso encaixa a Engenharia de Sistemas no âmago da Tecnologia da Informação), a definição de medidas de efetividade, a criação de um modelo comportamental e de um modelo estrutural, a realização de análises de trade-off (Thesaurus Dictionary: noun. a balance achieved between two desirable but incompatible features. Ex: a trade-off between objectivity and relevance.) e a construção de um plano sequencial de Construção & Testes.

- Complexidade: A complexidade incorpora não apenas a Engenharia de Sistemas mas, também, a organização humana lógica dos dados. Simultaneamente, um sistema pode se tornar mais complexo devido ao aumento no tamanho bem como devido ao aumento da quantidade de dados, variáveis, ou do número de campos envolvidos no design. A Estação Espacial Internacional é um exemplo de tal sistema. O desenvolvimento de algoritmos de controle mais inteligentes, o design de microprocessadores e a análise de sistemas ambientais também estão contidos no escopo da Engenharia de Sistemas.

- Modelos: O uso de modelos apresenta papel de grande importância na Engenharia de Sistemas. Um modelo pode ser definido: (i) como uma abstração da realidade designada a responder questões específicas sobre o mundo real; (ii) uma imitação, analogia ou representação de uma estrutura ou processo real; ou (iii) uma ferramenta conceitual, matemática ou física para auxiliar um decision maker. A razão principal para se utilizar modelos matemáticos e diagramas em estudos de balanço (trade studies) é a de prover estimativas para a efetividade, performance e atributos técnicos dos sistemas e custo de um conjunto de quantidades estimáveis.

## Ferramentas
Inicialmente, dado que o propósito primário da engenharia de sistemas é o de abranger um problema complexo, representações gráficas e computacionais de um sistema são utilizadas para realizar a comunicação entre os requisitos de dados e de funcionalidade. Representações gráficas comuns incluem: UML (Unified Modeling language) em diagramas de caso e mapas de função e Tipo, FFBD (Functional Flow Block Diagram) , Quadros N2 (N2 Charts) , Diagramas IDEF0 , dentre outros.
Uma representação gráfica relaciona os vários subsistemas ou partes de um sistema através de funções, dados ou interfaces. Os métodos descritos acima são utilizados baseados nos requisitos. Por exemplo, os Quadros N2 podem ser usados onde as interfaces entre os sistemas se mostra importante. Parte da fase de design diz respeito à criação de modelos comportamentais e estruturais do sistema. Uma vez compreendidos os requisitos, torna-se responsabilidade do engenheiro de sistemas refiná-los e determinar, juntamente com uma equipe de engenheiros, a melhor tecnologia para a realização do trabalho.
Neste ponto, um estudo de balanço (trade study) inicial pode encorajar o uso de opções balanceadas para determinar a melhor opção. Uma matriz de decisão, ou Método de Pugh, é uma maneira (QFD é uma outra) de se tomar uma decisão ao se considerar todos os critérios de importância. O estudo de balanço informa o design que afeta a representação gráfica do sistema (sem alterar os requisitos). Em um processo SE, esse estágio representa os passos de iteração que são desempenhados até que soluções palpáveis sejam demonstradas. Uma matriz de decisão popula-se, muitas vezes, utilizando-se técnicas de análise estatística, análises de confiabilidade, dinâmica de sistemas e métodos de otimização.
Muitas vezes, o engenheiro de sistemas deve avaliar a existência de soluções plausíveis - raramente as demandas dos clientes se inclinarão para uma única; alguns, por sua vez, não permitirão solução de nenhuma natureza. Deve-se lidar com gargalos ou estreitamentos ao longo do processo para se encontrar soluções plausíveis. Os desejos dos consumidores são os pontos-chave do processo e não podem ser presumidos.

## Áreas Relacionadas
Muitos dos campos relacionados poderiam ser considerados unidos fortemente com a engenharia de sistemas; muitas destas áreas tem contribuído para o desenvolvimento da engenharia de sistema como uma entidade distinta.

### Pesquisa operacional
A Pesquisa operacional (PO) são vinculadas aos departamentos de Engenharia Industrial ou de Matemática Aplicada. Entretanto, suas ferramentas são utilizadas no curso da engenharia de sistemas. A PO trata da otimização de um processo arbitrário sob múltiplas restrições.

### Engenharia de sistemas cognitivos
A engenharia de sistemas cognitivos é a engenharia de sistemas com a integração humana nas partes explícitas dos sistemas. Dependendo da aplicação direta de séculos de experiência e pesquisa tanto em Psicologia Cognitiva como em Engenharia de Sistemas.